# Akademie zu Turku

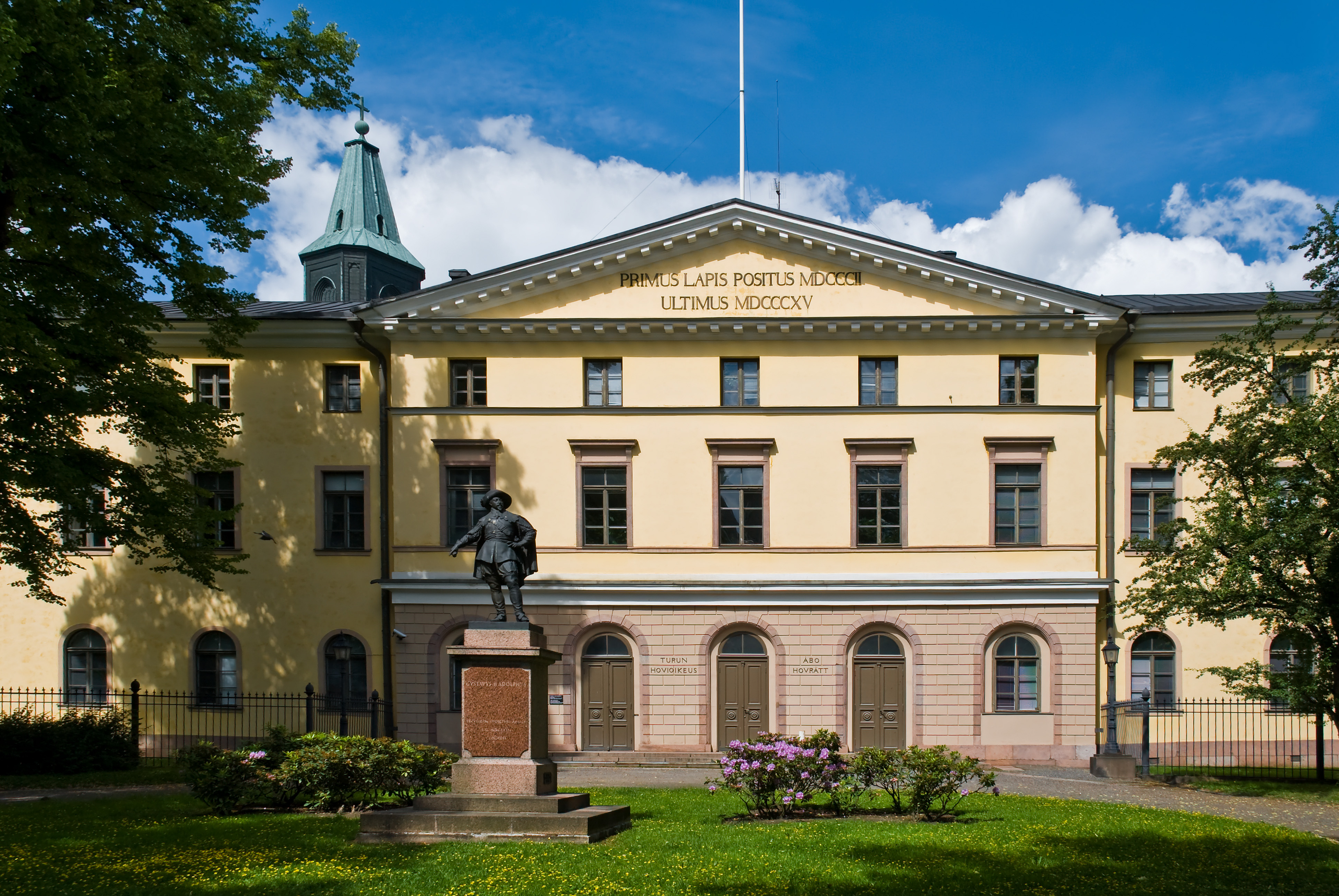
Das Akademiegebäude in Turku

Die Akademie zu Turku (finn. Turun akatemia, schwed. Kungliga Akademien i Åbo) war die erste Universität Finnlands und die Vorgängerin der Universität Helsinki. Sie wurde 1640 in Turku gegründet und 1828 nach Helsinki verlegt. Sie ist nicht zu verwechseln mit der 1918 gegründeten Åbo Akademi.
Finnland war zur Gründungszeit ein Teil des Schwedischen Reiches. Am 26. März 1640 gründete die schwedische Königin Christina mit der Unterstützung des Generalgouverneurs von Finnland Per Brahe des Jüngeren und des Turkuer Bischofs Isaacus Rothovius die Königliche Akademie zu Turku. Hierzu wurde das Gymnasium zu Turku, welches wiederum auf die um 1276 gegründete Domschule zurückging, in die Akademie umgewandelt. Die Eröffnungszeremonie fand am 15. Juli 1640 statt. Die Akademie zu Turku war nach der Universität Uppsala (gegründet 1477) und der Universität Tartu (1632) die dritte Hochschule im Königreich Schweden. Ihre Gründung steht ebenso wie die Gründung der Universität Tartu und der Universität Lund (1666) im Zusammenhang mit der Förderung der Bildung und der Wissenschaften während der schwedischen Großmachtszeit im 17. Jahrhundert. Anlässlich der Eröffnung wurde Christoph Stummels Studentenkomödie Studentes in einer schwedischen Übersetzung und unter der Leitung von Professor Michael Wexionius von Gyldenstolpe mit Studenten aufgeführt.
Der Staat erhoffte sich, durch die Universität den notwendigen Nachwuchs an Geistlichen, Medizinern, Beamten und Offizieren ausbilden lassen zu können. Innerhalb des Schwedischen Reichs hatte die Akademie zu Turku zwar nur regionale Bedeutung, für Finnland war sie aber ein wichtiges Zentrum der Kultur und Wissenschaft. 1642 entstand in Turku im Zuge der Universitätsgründung die erste Druckerei Finnlands. Hier wurden auch die beiden Dramen von Jacob Chronander, des späteren schwedischen Gouverneurs von Gotland, gedruckt; Chronander hatte von 1643 bis 1651 an der Akademie studiert. Im 17. und 18. Jahrhundert wirkten Gelehrte wie der Philologe Daniel Juslenius, der Historiker Henrik Gabriel Porthan oder der Chemiker Johan Gadolin an der Akademie. Anfang des 19. Jahrhunderts fasste durch einen Kreis um Adolf Ivar Arwidsson im Umfeld der Akademie zu Turku die Romantik in Form der sogenannten „Åbo-Romantik“ Fuß.
Nachdem Finnland 1809 von Schweden an Russland abgetreten und in ein autonomes Großfürstentum umgewandelt worden war, wurde die Königliche Akademie zu Turku in „Kaiserliche Akademie zu Turku“ umbenannt. 1827 zerstörte der große Stadtbrand von Turku einen Großteil der Sammlungen und Räumlichkeiten der Akademie. Infolgedessen wurde die Akademie zu Turku im folgenden Jahr in die neue Hauptstadt Helsinki verlegt und in die Universität Helsinki umgewandelt. Das 1801–1815 erbaute Akademiegebäude, eines der bedeutendsten Beispiele gustavianischer Architektur in Finnland, wurde nach dem Brand wieder instand gesetzt und beherbergt heute das Hofgericht von Turku.
Turku erhielt erst 1918 wieder eine Universität, als die schwedischsprachige Åbo Akademi gegründet wurde. 1920 folgte die finnischsprachige Universität Turku.